# Komory na Mistrzostwach Świata w Lekkoatletyce 2013
Komory na Mistrzostwach Świata w Lekkoatletyce 2013 – reprezentacja Komorów podczas Mistrzostw Świata w Moskwie liczyła 1 zawodnika, który nie zdobył medalu.

## Występy reprezentantów Komorów
| Konkurencja                         | Zawodnik           | Eliminacje | Eliminacje | Półfinał | Półfinał | Finał    | Finał   |
| Konkurencja                         | Zawodnik           | Rezultat   | Pozycja    | Rezultat | Pozycja  | Rezultat | Pozycja |
| ----------------------------------- | ------------------ | ---------- | ---------- | -------- | -------- | -------- | ------- |
| Bieg na 400 m przez płotki mężczyzn | Maoulida Daroueche | 53,28      | 35.        | NQ       | NQ       | NQ       | NQ      |